# 91429 Michelebianda
91429 Michelebianda este un asteroid din centura principală de asteroizi.

## Descriere
91429 Michelebianda este un asteroid din centura principală de asteroizi. A fost descoperit pe 30 august 1999 la Gnosca de Stefano Sposetti. Asteroidul prezintă o orbită caracterizată de o semiaxă mare de 2,74 ua, o excentricitate de 0,22 și o înclinație de 10,6° în raport cu ecliptica.